# Петигреневое апельсиновое масло

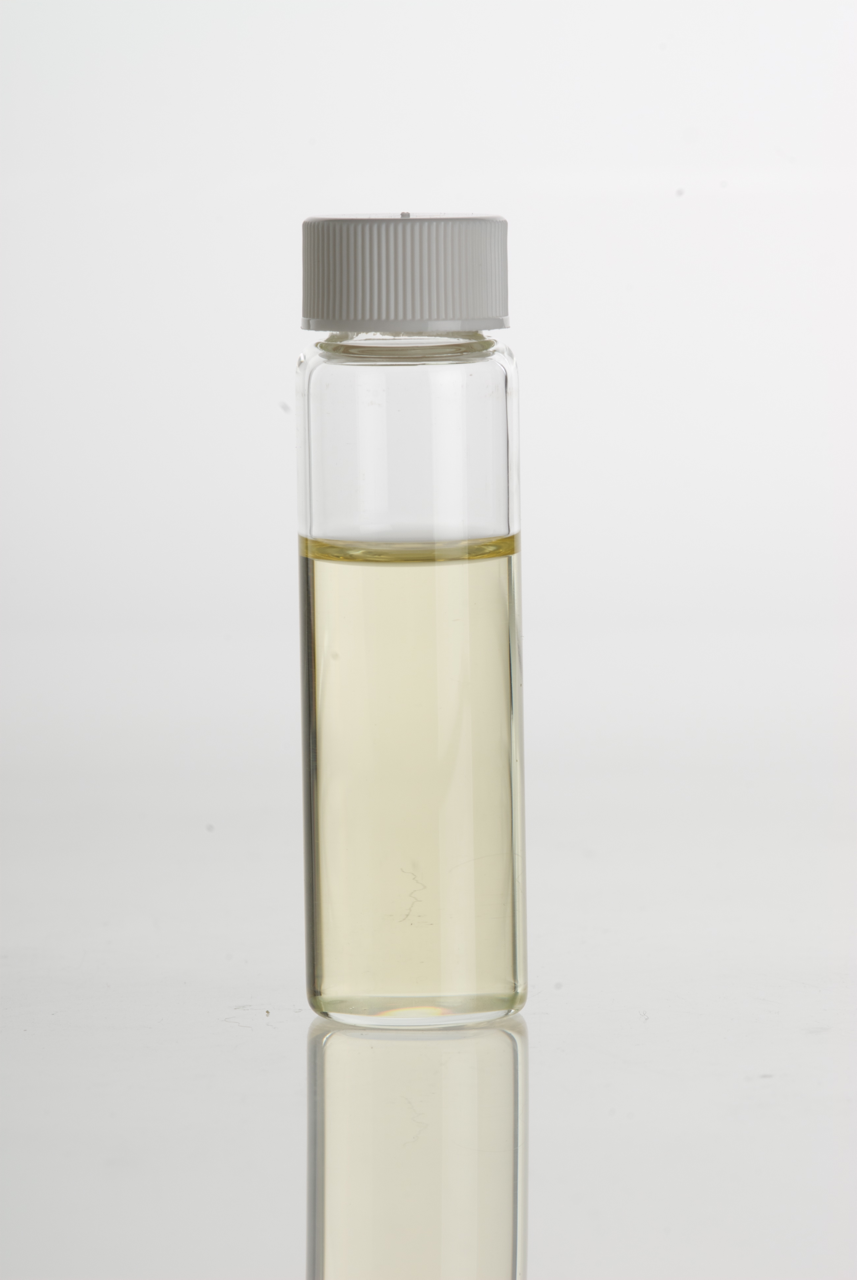
Петигреновое апельсиновое масло

Петигреневое апельсиновое масло — эфирное масло, содержится в листях, молодых побегах и недозрелых плодах  сладкого апельсина (Citrus sinensis L.), культивируемого в Южной Америке, Италии, Франции и других странах Средиземноморья.

## Свойства
Петигреневое апельсиновое масло — подвижная светло-жёлтая жидкость с запахом апельсина. Растворимо в этаноле (1:4 — в 70%-м), бензилбензоате, растительных маслах, пропиленгликоле; нерастворимо в воде. В кислой и щелочной среде неустойчиво.
| {\displaystyle {\mbox{d}}_{20}^{20}} | {\displaystyle [{\mbox{n}}]_{\mbox{D}}^{20}} | {\displaystyle [\alpha ]_{\mbox{D}}^{20}} |
| ------------------------------------ | -------------------------------------------- | ----------------------------------------- |
| 0,882 ÷ 0,898                        | 1,456 ÷ 1,465                                | -5 ÷ +4                                   |

## Химический состав
В состав масла входят — (+)-лимонен, сесквитерпеновые углеводороды, (+)-линалоол, α-терпинеол, гераниол, нерол, цитронеллол, крезол, эвгенол, гваякол, додеканаль, бензальдегид, фурфурол, метилантранилат, терпинил-, геранил- и нерилацетаты и другие компоненты.

## Получение
Получают из молодых побегов, листьев и недозрелых плодов апельсина путём отгонки с паром, выход масла 0,15—0,40%.
Основные производители — Парагвай, Италия и Франция.

## Применение
Применяют как компонент парфюмерных композиций и отдушек для косметических изделий и мыла.